# Идское сельское поселение
Идское сельское поселение — упразднённое сельское поселение в составе Бабушкинского района Вологодской области. Расположено на юге района, на границе с Костромской областью.
Центр — посёлок Ида.
Население по данным переписи 2010 года — 472 человека, оценка на 1 января 2012 года — 459 человек.

## История
В 1999 году был утверждён список населённых пунктов Вологодской области. Согласно этому списку в Идский сельсовет Грязовецкого района входили 4 лесных посёлка Монзенской железной дороги: Ида, Кордон, Гремячий и Карица.
1 января 2006 года в соответствии с Федеральным законом № 131 «Об общих принципах организации местного самоуправления в Российской Федерации» посёлки Ида и Кордон образовали Идское сельское поселение Бабушкинского района, а Гремячий и Карица вошли в Толшменское сельское поселение Тотемского района. При этом в административно-территориальном делении Грязовецкого, Бабушкинского и Тотемского районов изменений не было.
Законом Вологодской области от 1 июня 2015 года № 3667-ОЗ Идское сельское поселение, Миньковское сельское поселение и Юркинское сельское поселение были объединены в сельское поселение Миньковское с административным центром в селе Миньково.

## Населённые пункты
В состав сельского поселения входили 2 посёлка.
| Населённый пункт | ОКАТО          | Рег. номер | Индекс | Расстояние до центра поселения, км | Координаты                      |
| ---------------- | -------------- | ---------- | ------ | ---------------------------------- | ------------------------------- |
| посёлок Ида      | 19 224 836 001 | 3234       | 162026 | —                                  | 59°20′37″ с. ш. 43°09′42″ в. д. |
| посёлок Кордон   | 19 224 836 003 | 3236       | 162057 | 12                                 | 59°17′49″ с. ш. 43°08′11″ в. д. |